# Hadda
Hadda és una excavació arqueològica del Iemen, al nord-oest de Sanaa. Es van fer excavacions per un equip iemenita (2004-2006). Es van trobar algunes inscripcions, una de les quals esmentat Hadda, Djabal Nuqum i Ayban. Aprofitant la construcció d'una carretera l'equip va ampliar el camp de prospecció a la zona Hadda, Ayban, Aser, Shuayb i Sunayna (totes de la rodalia de Sanaa) i es van trobar centenars de graffiti i algunes inscripcions sudaràbigues himyarites.